# Podhradí (Jičíni járás)
Podhradí település Csehországban, a Jičíni járásban. Podhradí Březina, Staré Místo, Veliš, Jičín, Bukvice, Ostružno és Holín településekkel határos. Lakosainak száma 490 fő (2024. január 1.).

## Népesség
A település lakosságának változását az alábbi diagram mutatja:
| Lakosok száma | 1423 | 1502 | 1219 | 816  | 507  | 362  | 426  | 454  | 471  | 490  |
|               | 1869 | 1890 | 1921 | 1950 | 1980 | 2001 | 2017 | 2019 | 2022 | 2024 |